# ALL SINGLES BEST (可苦可樂專輯)
《ALL SINGLES BEST》，是日本樂團可苦可樂的精選輯。2006年9月27日發行。

## 簡介
在可苦可樂人氣急升的2006年9月發行他們的首張精選輯。收錄了從出道單曲《YELL/Bell》到2005年的單曲《只在這裡盛開的花》的所有A面曲和部分B面曲，以及當時最新的單曲《呼喊你名字的翅膀》。重新錄製了《轍》和《DOOR》兩首歌，以及新歌《通往未來的歸路》。
專輯發售前邀請了著名女演員菅野美穗作為電視廣告宣傳女主角。分初回限定盤和通常盤兩個版本，初回盤附送DVD。
連續四個星期佔據Oricon公信榜冠軍。後勁驚人，發售後第三週銷量即突破100萬張。2007年3月銷量突破200萬張，並取得第21回日本金唱片大賞的「年度專輯賞」。2006年度和2007年度連續兩年成為Oricon公信榜專輯年榜第三位。2007年10月出貨量突破300萬張。 到2010年5月，正式突破300萬銷量。 2010年8月，銷量超過B'z的《LOOSE》，躍進到日本歷代專輯銷量前20位之內；2011年7月，超過ZARD的《ZARD BEST The Single Collection ～軌跡～》，現時是日本歷代專輯銷量第19位、歷代精選專輯銷量第8位。是2003年以來銷量最高的專輯。至今Oricon在榜已超過200週。

## 收錄曲目

### DISC1
1. 以你為名的翅膀（君という名の翼）
2. 邁向你的道路（あなたへと続く道）
3. 只在這裡盛開的花（ここにしか咲かない花）
4. 每天早晨與我同在。-Sweet drip mix-（毎朝、ボクの横にいて。）
5. Million Films
6. 永遠在一起（永遠にともに）
7. blue blue
8. 寶島
9. 不下雪的街道（雪の降らない街）
10. 希望之歌（願いの詩）

### DISC2
1. 風
2. YOU
3. miss you
4. YELL
5. Bell
6. 轍 - Street stroke -
7. DOOR ～ The knock again ～
8. 太陽
9. 櫻花
10. 通往未來的歸路 (bonus track)（未来への帰り道）

## 外部連結
- ALL SINGLES BEST 初回限定盤
- ALL SINGLES BEST 通常盤